# Saarivesi
Saarivesi eller Saarijärvi är en sjö i Finland. Den ligger i kommunen Sievi i landskapet Norra Österbotten, i den centrala delen av landet, 400 km norr om huvudstaden Helsingfors. Saarivesi ligger 128,5 meter över havet. Arean är 74 hektar och strandlinjen är 5,52 kilometer lång. Sjön  ingår i Kalajoki älvs huvudavrinningsområde.   I omgivningarna runt Saarivesi växer i huvudsak blandskog.